# 1977年电影

## 第十四屆金馬獎
- 最佳劇情片——《筧橋英烈傳》（中影公司）
- 最佳導演——張曾澤《筧橋英烈傳》
- 最佳男主角——秦祥林《人在天涯》
- 最佳女主角——陳秋霞《秋霞》
- 最佳男配角——白鷹《千刀萬里追》
- 最佳女配角——胡茵夢《人在天涯》